# Lillviggen
Lillviggen är en sjö i Filipstads kommun i Värmland och ingår i Göta älvs huvudavrinningsområde. Sjön är 9 meter djup, har en yta på 0,034 kvadratkilometer och befinner sig 219,6 meter över havet.